# Roy Dowling
Roy Russell Dowling, KCVO, KBE, CB, DSO (28 de maio de 1901 – 15 de abril de 1969) foi um comandante sênior na Marinha Real Australiana (RAN). Ele serviu como Chefe Naval de Pessoal, a mais alta patente na RAN, de 1955 até 1959, e como Presidente do conselho dos Caciques do Comité Pessoal (COSC), precursor do papel de Chefe da Força de Defesa australiana, de 1959 até 1961.
Dowling juntou-se ao contingente australiano na rendição do Japão na Baía de Tóquio em 2 de setembro de 1945. Após a cessação das hostilidades, Hobart tornou-se capitânia do HM Australian Squadron e capitão de bandeira de Dowling e chefe de gabinete do Comodoro John Collins, o comandante do esquadrão.